# Спрятаться на свету
Спрятаться на свету (англ. Hiding in the Light) — пятый эпизод американского документального телевизионного шоу «Космос: пространство и время». Премьера эпизода состоялась 6 апреля 2014 года на телеканале Fox, а 7 апреля 2014 года — на телеканале National Geographic Channel. Эпизод посвящён самым различным аспектам, связанным со светом: световым волнам, принципу действия камер, научному методу в оптике и науке в целом, а также изучению состава Вселенной при помощи астроспектроскопии. Также в эпизоде рассказывается об Ибн аль-Хайсаме, который считается «отцом научного метода».
Эпизод был положительно оценён критиками, отметившими в своих отзывах некоторые особо удачные с их точки зрения сюжетные и технические ходы. Также, по сравнению с предыдущим эпизодом, заметно увеличение количества зрителей США, посмотревших премьеру эпизода в прямом эфире телеканала Fox с 3,91 миллиона до 3,98 миллионов. Тем не менее, рейтинг в возрастной категории 18-49 также, как и в предыдущем эпизоде, составил 1,5/4.

## Сюжет

Пример фраунгоферовых линий, используемых в астроспектроскопии для определения химического состава далеких звезд

Эпизод посвящён волновой теории света, изученной человечеством. Изучение света стало частью научного прогресса, начиная с таких ранних экспериментов в этой области, как создание 2000 лет назад китайским учёным Мо-цзы камеры-обскуры. Тайсон описывает работу арабского ученого XI века Ибн аль-Хайсама, который, как полагают, был первым исследователем в области оптики, что привело к появлению телескопа, а также одним из первых, кто начал применять научный метод.
Тайсон переходит к открытиям, которые позволили человечеству понять природу света. Он рассказывает про работу Исаака Ньютона, который преломил свет при помощи призмы и продемонстрировал, что свет состоит из цветов видимого спектра, а также о Уильяме Гершеле, эксперименты которого позволили добавить к видимому спектру инфракрасные волны. Йозеф Фраунгофер кроме призмы использовал также телескоп, чтобы рассмотреть спектр крупным планом, и выяснил, что на цветовых полосах имеются продольные чёрные линии. Позже было выявлено, что эти линии Фраугофера вызваны поглощением света при перемещениях электронов в атомах вещества с одной орбитали на другую (в шоу использована боровская модель атома) при прохождении света сквозь эти атомы, при этом местоположение чёрных линий уникально для каждого химического элемента. Данное открытие впоследствии составило основы астроспектроскопии, основной метод исследования в котором заключается в изучении химического состава далёких звёзд путём выявления их цветового спектра. Это позволило астрономам не только судить о составе звёзд, планет и звёздных скоплений, но и наблюдать движение звёзд и расширение вселенной, а также выдвинуть гипотезу о существовании тёмной материи.

## Рейтинг и отзывы
Эпизод получил положительные отзывы; критики высоко оценили видеоряд в конце повествования, выполненный в духе Рапсодии в стиле блюз и «демонстрирующая Нью-Йорк так, как он видится в световых волнах различной длины: в волнах видимого спектра, инфракрасных, ультрафиолетовых, рентгеновских, микроволновых и гамма-лучах, а также в радиодиапазоне».
Премьеру эпизода в прямом эфире на канале Fox посмотрело 3,98 миллиона зрителей. При этом рейтинг эпизода в возрастной категории 18-49, также как и в случае предыдущего эпизода, составил 1,5/4. В результате эпизод занял третье и последнее место среди эпизодов своего таймблока, уступив эпизодам телесериалов «Воскрешение» и «Верь», и двенадцатое место среди пятнадцати премьер той же ночи.